# 199 هـ
199 هـ هي سنة في التقويم الهجري امتدت مقابلةً في التقويم الميلادي بين سنتي 814 و815.

## مواليد
- إدريس الحداد
- إسماعيل بن إسحاق القاضي
- ابن وضاح

## وفيات
- عبد الله بن خازم التميمي
- أبو معمر يحيى طباطبا
- الغازي بن قيس
- شعيب بن الليث بن سعد
- عبد الله بن نمير
- أبو نواس